# Zoothera dixoni
El zorzal de Dixon o zorzal coludo (Zoothera dixoni) es una especie de ave paseriforme de la familia Turdidae propia de Asia. El nombre de la especie conmemora al ornitólogo inglés Charles Dixon.

## Descripción
Mide entre 25 y 27 cm de longitud y entre 71 y 125 gramos de peso. El plumaje es principalmente de color marrón oliváceo en las partes superiores y blanco con manchas negras en forma de escamas en las partes inferiores. El pico es negro y las patas amarillas.

## Distribución y hábitat
Se distribuye desde Himachal Pradesh y Uttarakhand en el norte de la India, a través de Nepal, Bután y en norte de Birmania hasta el centro-sursudoeste de China. Inverna en el norte de Tailandia, Laos, Vietnam y en el noreste de la India (Arunachal Pradesh, Assam, Manipur, Megalaya y Nagaland). Su hábitat natural son los bosques montanos y matorrales de gran altitud..